# Дзвелі Квеші
Дзвелі Квеші (груз. ძველი ქვეში) — село в Грузії.
За даними перепису населення 2014 року в селі проживає 1199 осіб.